# Castilleja caudata
Castilleja caudata là loài thực vật có hoa thuộc họ Cỏ chổi. Loài này được (Pennell) Rebrist. mô tả khoa học đầu tiên năm 1964.